# Enainštirideseto
Roman slovenskega politika, novinarja in pisatelja Janeza Vipotnika Enainštirideseto (1977) govori o študentu gradbeništva, ki bi nadvse rad postal  partizan.

## Zgodba
V zgodbi se prepletajo spomini in resničnost. Študent gradbeništva Boris z nekdanjim sošolcem iz Realke popiše Univerzitetno knjižnico v Ljubljani z napisi, kot sta »Živela OF« in »Živela KP«. Zaradi vojne je vedno manj študentov na predavanjih. Boris dobi od Frenka (OF) nalogo preveriti Zvoneta Pavliča, ki naj bi izdajal. Včasih ga je inštruiral. Boris se spominja Zvonetove bogate, a stiskaške družine, kjer je namesto konkretne večerje dobil le kavo in kruh. Zvone mu pove, da dela pri italijanski policiji in zasluži šestnajst tisoč lir na mesec za prenašanje sporočil, preslikavanje materiala, iskanje slik komunistov. Zraven želi zvabiti Borisa, da bi preveril ljudi na univerzi, dobil bi dobro plačilo, štipendijo in šolanje v Italiji. Boris je zgrožen nad Zvonetom. Naslednjič mu Zvone pove, kako bo izigral Žida, ki žrtvuje denar, da bi rešil zaprtega brata, nato pa oba poslal v taborišče.
Frenk Borisu naroči likvidacijo Zvoneta. Boris se upre, saj ne more ubiti nekdanjega prijatelja. Še naprej se druži z njim, da bi izvedel čim več. Italijani so legitimirali moške. Borisa bi skoraj pridržali, a so se premislili. Boris sklene ubiti Zvoneta. Izve, da sodeluje pri izseljevanju ljudi z Gorenjske v Bosno, pri tem pa po hišah pokrade denar in hrano, nato pa še ljudem pobere nakit, ki ga imajo na sebi. Zvone odpotuje v  Nemčijo. 
Mlada in lepa  Frenkova namestnica Živa mu sporoči, da ga bodo sprejeli med vosovce, nato pa bo lahko odšel med partizane. Naloga vosa je, kaznovati narodne izdajalce. Njegova skupina ima akcijo za Bežigradom, kjer v vili streljajo na sovražnika, medtem jih Boris čaka v avtu. Dobijo novega vodjo – Mirka. Ponoči je spet racija, skrijejo se v brivnico. Boris pripoveduje, kako je bilo, ko se je začela vojna, kako je bil kot prostovoljec velikokrat zaničevan, pa vendar je imel srečo, da je preživel. Racija je mimo, Naceta, Borisa, Jožeta in Viktorja niso našli. 
Boris dobi nalogo ubiti žensko, ki živi blizu Delavskega doma in ima italijanskega ljubčka, ki mu izdaja. Ta misel ga preganja, spomni se rajne sestrice in družine (staršev in brata), ki so jo izselili. Žensko ustreli, ko pride domov iz Delavskega doma. Naslednji dan bi moral odvreči bombo v italijansko restavracijo pri Levu. Upre se, ker je čisto zabuhel od zobobola, člani se postavijo na njegovo stran. Mirko ponori, Marko Mirku zagrozi. Namesto Borisa Viktor izvede akcijo. Še isti dan popoldne se dobita Mirko in Boris v  Šiški. Boris je nezaupljiv, zato s sabo vzame pištolo. V bližini je dogajanje spremljal Marko, ne da bi ga Boris za to prosil.
Naslednji dan je ubit Marko. Boris bi se moral dobiti s Štefom za krušne karte, a ga pričakajo sovražniki, zaprejo ga v gasilski dom in odpeljejo na policijo. Dolgo ždi tam, nato se mu opravičijo in lahko odide. Izve, da se je to zgodilo zaradi člana neke druge vosovske skupine, ki je izdal svoja sodelavca. Sledi vosovska akcija na sodišču, ki so jo že večkrat neuspešno poskusili izvesti. 
Borisa sprejmejo med člane partije. Viktor izve, da Mirko obiskuje žensko, ki bi jo morali že ubiti. Boris se Živi izpove. Obljubita si, da se po vojni še srečata. Boris gre k partizanom. Predstavljal si je, da bo kot pri skavtih v šotoru, tam pa spi na praproti in travi, ki si ju nabere čez dan ter ovit v odejo. Določijo ga za stražarja, z drugimi novinci trenira, kako razstaviti in sestaviti puško, kako ravnati, če sovražnik napade tabor. Vesel je, da končno nekam spada. Frenk mu pride sporočit, da so Zvoneta ustrelili, prav tako Mirka. Sonce zahaja, prihaja večer, ki napoveduje lepo vreme.

## Diplomsko delo
- Majda Hacin: Problem odnosa snov – doživetje pri pisateljih partizanske proze: Milanu Gučku, Radku Poliču in Janezu Vipotniku:[mrtva povezava] Diplomska naloga. Ljubljana, 1980.

## Radijska igra
- Janez Vipotnik. Enainštirideseto: Radijska igra. Ljubljana: Radiotelevizija, 1982. 349–50. (COBISS)